# HD 143346
HD 143346 är en ensam stjärna i den norra delen av stjärnbilden Paradisfågeln. Den har en skenbar magnitud av ca 5,70 och är svagt synlig för blotta ögat där ljusföroreningar ej förekommer. Baserat på parallax enligt Gaia Data Release 2 på ca 11,5 mas, beräknas den befinna sig på ett avstånd på ca 283 ljusår (ca 87 parsek) från solen. Den rör sig bort från solen med en heliocentrisk radialhastighet på ca 49 km/s. Stjärnans skenbara magnitud är minskad med 0,174 enheter på grund av fördunkling genom interstellärt stoft.

## Egenskaper
HD 143346 är en orange till gul jättestjärna av spektralklass K1.5 III CN1, som betyder att den ligger på den horisontella jättegrenen och genererar energi genom kärnfusion av helium i dess kärna. Suffixnoten avger att den har ett överskott av dicyan i dess spektrum. Den har en massa som är ca 2 solmassor, en radie som är ca 11 solradier och har ca 49 gånger solens utstrålning av energi från dess fotosfär vid en effektiv temperatur av ca 4 700 K.